# Diwna Pesziḱ
Diwna Pesziḱ, mk. Дивна Пешиќ (ur. 22 września 1979 w Kawadarci) – macedońska strzelczyni, olimpijka. Brała udział w igrzyskach w roku 2000 (Sydney) i w 2004 (Ateny). Nie zdobyła żadnych medali.

## Letnie Igrzyska Olimpijskie 2000
| Konkurencja                               | Eliminacje | Eliminacje | Finał                  | Finał                  |
| Konkurencja                               | Punkty     | Miejsce    | Punkty                 | Miejsce                |
| ----------------------------------------- | ---------- | ---------- | ---------------------- | ---------------------- |
| Karabin małokalibrowy, trzy pozycje, 50 m | 561        | 36         | → Nie awansowała dalej | → Nie awansowała dalej |
| Karabin pneumatyczny, 10 m                | 384        | 44         | → Nie awansowała dalej | → Nie awansowała dalej |

## Letnie Igrzyska Olimpijskie 2004
| Konkurencja                               | Eliminacje | Eliminacje | Finał                  | Finał                  |
| Konkurencja                               | Punkty     | Miejsce    | Punkty                 | Miejsce                |
| ----------------------------------------- | ---------- | ---------- | ---------------------- | ---------------------- |
| Karabin małokalibrowy, trzy pozycje, 50 m | 555        | 32         | → Nie awansowała dalej | → Nie awansowała dalej |
| Karabin pneumatyczny, 10 m                | 368        | 44         | → Nie awansowała dalej | → Nie awansowała dalej |